# Afrikanska spelen 2019
Afrikanska spelen 2019 hölls i Rabat, Marocko 19-31 augusti 2019. Det var första gången afrikanska spelen hölls i Marocko sedan landet åter blivit medlem av afrikanska unionen. Förutom Rabat genomfördes även tävlingar i Casablanca, Salé, El Jadida och Benslimane. Vid spelen tävlade atleter från 54 länder i 26 sporter. Egypten vann medaljligan före Nigeria och Sydafrika. Ursprungligen skulle spelen hållits i Malabo, Ekvatorialguinea, men de drog sig ur p.g.a. ekonomiska problem.

## Evenemang
| - 3×3 Basket - Badminton - Bordtennis - Brottning - Bågskytte - Boxning - Cykling - Friidrott - Fotboll - Fäktning - Gymnastik - Handboll - Judo | - Kanot - Karate - Ridning - Rodd - Schack - Simning - Skytte - Snooker - Taekwondo - Tennis - Tyngdlyftning - Triatlon - Volleyboll |